# Joana de Castela
Joana I (Toledo, 6 de novembro de 1479 – Tordesilhas, 12 de abril de 1555), também conhecida como Joana, a Louca, foi a rainha de Castela de 1504 até sua morte e também rainha de Aragão a partir de 1516. Foi a partir da união dessas coroas que a Espanha foi formada.
Ela se casou com o arquiduque Filipe de Habsburgo, filho do imperador Maximiliano I, iniciando o domínio da Casa de Habsburgo na Espanha. Filipe morreu em 1506 e Joana foi considerada pelas cortes como doente mental e acabou confinada juntamente de sua filha pequena, Catarina de Áustria, em um castelo em Tordesilhas, mas sua filha permaneceu em sua companhia até a adolescência, pois seu filho mais velho, Carlos I de Espanha e Imperador do Sacro Império, havia-lhe arrumado um casamento com o monarca lusitano, João III de Portugal. E Joana passou o resto de seus dias solitária.
Apesar de ter permanecido como rainha de Castela, seu pai Fernando II de Aragão foi regente até morrer, quando herdou Aragão também. Seu filho Carlos passou a governar como rei da Espanha, enquanto ela permanecia nominalmente como comonarca. No geral, foi uma rainha apenas em título, pois aqueles que ela mais amava não permitiram que governasse.

## Infanta de Castela e de Aragão

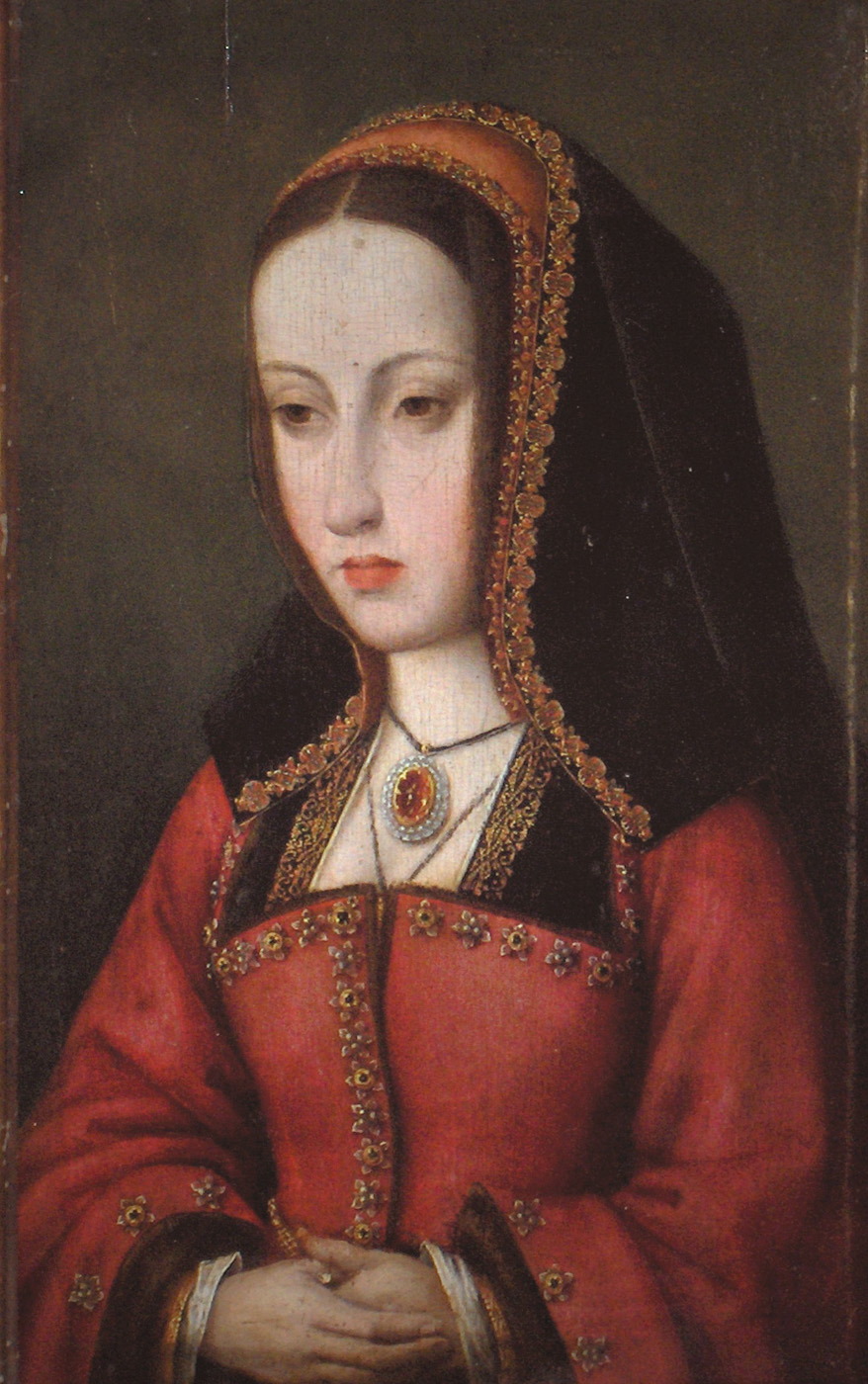
Joana de Castela c. 1500

Com um pano de algodão cobrindo a face, para que os espectadores não pudessem ver sua grande soberana sentindo-se acuada com as dores do parto (era comum na Espanha, que os partos fossem assistidos por testemunhas), nasceu no dia 6 de Novembro de 1479, a terceira filha dos Reis Católicos, Joana, no Palácio de Cifuentes.  O parto da Rainha de Castela encaminhou-se com tanta facilidade que aqueles que o assistiram poderiam jurar que fora quase sem dor à soberana. Neste momento, sua primogênita Isabel estaria com nove anos de idade, e o pequenino e frágil Juan com 22 meses. O bebê seria batizado com o nome de sua avó paterna, e do santo padroeiro de sua família, São João.
A mulher que transcenderia à História como louca tem em sua trajetória de vida momentos muito marcantes, principalmente durante o período em que viveu como infanta de um dos reino mais poderosos da Europa, em plena transição do feudalismo para o renascimento cultural. A Espanha que Fernando II de Aragão e Isabel I de Castela construíram era um Estado extremamente pautado nas bases da fé católica. Juntamente de seus irmãos, Joana presenciou a expulsão dos mouros do sul da Península Ibérica, e a viagem de Cristóvão Colombo ao novo mundo, viagem que marcou o início do Império Espanhol.
Desde pequena, Joana foi considerada a filha mais bonita dos reis católicos. Possuía um rosto oval, cabelos castanhos acobreados e olhos verdes, seguidos de um elegante semblante. Era parecida com sua avó paterna, D. Juana Enríques, o que fez com que sua mãe Isabel a chamasse carinhosamente de "minha sogra". Mesmo ainda donzela, a jovem adolescente possuía o corpo de uma mulher formada.
Não se sabe muito sobre a infância de D. Joana, exceto que tivera uma educação exemplar e muito superior à que sua mãe recebera na mesma idade. Desde pequena, ela foi uma menina inteligente e conforme foi crescendo, aprendeu suas primeiras tarefas, como fiar e bordar com sua mãe Isabel, que a ensinou a manejar a roca e fiar a lã e às vezes, dependendo de seu tempo livre, até divertia-se em jogos e brincadeiras menos formais com seus filhos. Joana também era muito boa dançarina e sabia tocar o clavicórdio. Além disso, a infanta possuía fluência no francês e latim. Tinha também acesso à biblioteca privada da mãe, que era composta por mais de 200 títulos, tratando de assuntos referentes a leis, política, religião, entre outros. A Rainha Isabel, conforme seus biógrafos relatam, era uma mulher apaixonada pela erudição, embora não fosse uma intelectual de primeira linha. Foi uma grande estadista, de fato, mas carecia de um saber filosófico, o qual não desejava que também faltasse a seus próprios filhos. A Rainha acreditava que suas filhas deveriam receber uma ampla educação clássica e estimulante. Deste modo, assim como o resto de suas irmãs, Joana recebeu uma educação extremamente requintada e cuidadosa, seguindo os preceitos humanistas e típica para mulheres da alta nobreza do século XV.
Joana e suas irmãs também aprenderiam outra lição muito importante com sua mãe e que mudariam suas vidas para sempre: os conselhos maritais. Fernando de Aragão era um notório "mulherengo", cujos bastardos e casos amorosos com amantes tornariam-se conhecidos. Isto deixava Isabel furiosa de ciúmes. Perante isto, Isabel dizia à suas filhas que como rainhas que seriam e filhas de quem eram, seu sangue real era muito valioso; por isto, por mais que seus maridos saíssem com outras mulheres para se divertirem, ninguém lhes tomaria o trono e sempre seriam as esposas legítimas.
Todavia, a terceira filha do casal de monarcas espanhóis era dotada de um comportamento forte, que contrastava com o ideal de submissão da mulher do período. A grande referência feminina na vida de Joana era sua própria mãe, personagem único na História Moderna. Isabel I de Castela fora a primeira rainha do cristianismo a ser proclamada soberana por direito próprio. Sua subida ao trono envolveu muitas lutas, das quais a mais sufocante foi dominar a elite castelhana, que por sua vez, havia se tornado muito independente da monarquia. Através do casamento com seu primo de segundo grau, Fernando II, rei de Aragão, Isabel conseguiu driblar seus oponentes, incluindo o reino vizinho de Portugal, para então lançar-se à reconquista de Granada, última possessão moura na península. Por nove meses, os reis católicos, acompanhados de seus cinco filhos, presidiram o cerco ao palácio de Alhambra, no coração da capital moura, até que em 2 de janeiro de 1492, os inimigos foram derrotados. Foi essa figura de uma Rainha Guerreira, montada em seu cavalo e portando armadura, que ficaria no imaginário de Joana.

## Arquiduquesa, duquesa, condessa e senhora

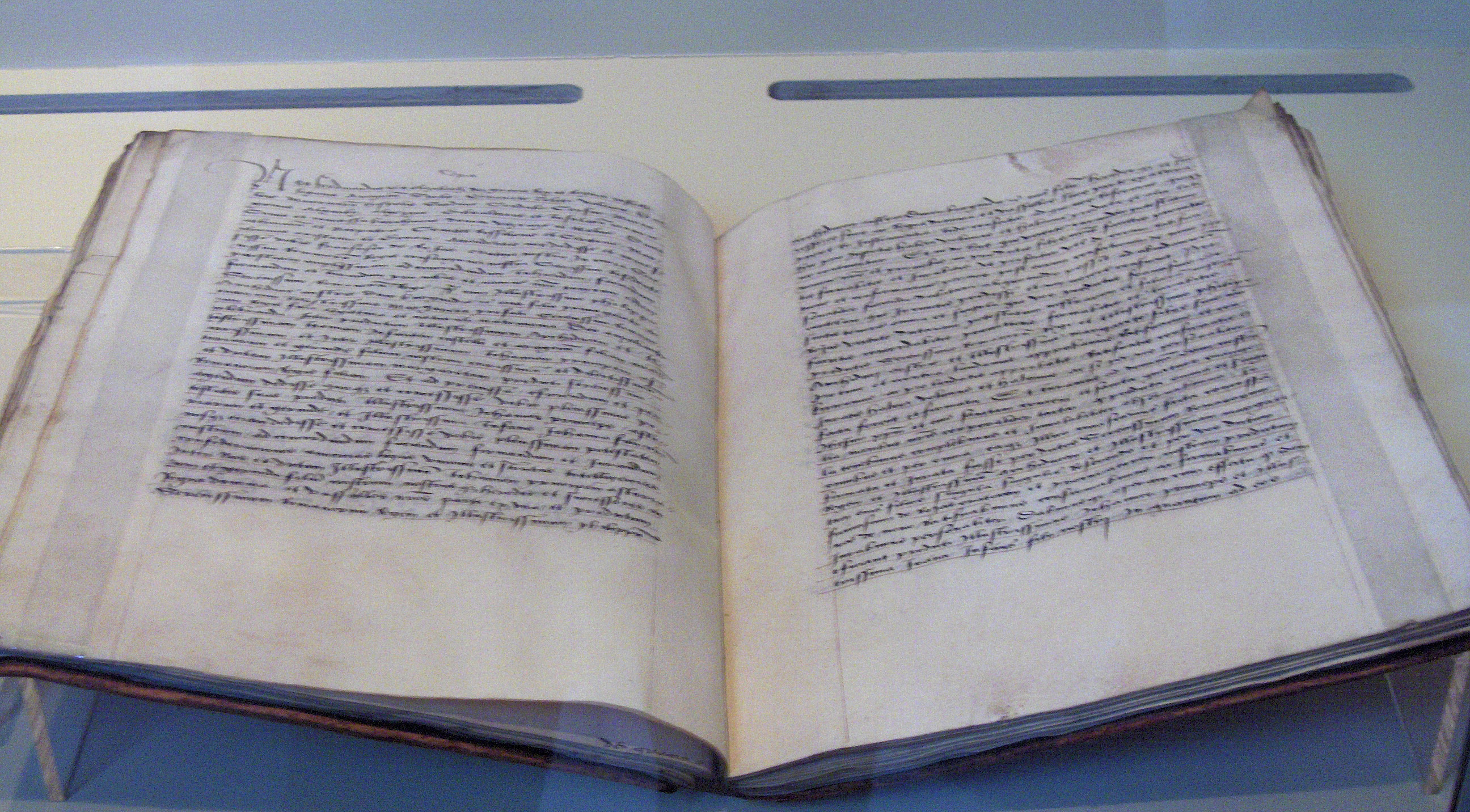
Contrato de casamento entre Joana e Felipe, o Belo (1495)

Ao contrário de seus pais, Joana não pensava no amor ou em casar-se; sua verdadeira vontade e até então vocação era com o Altíssimo. A infanta tinha vontade de tornar-se freira, porém sua insistência não foi o bastante para os pais, pois estes já tinham um futuro reservado para Joana. A ideia de seus pais era casá-la com um príncipe europeu, com a intenção de conseguir um herdeiro que aliaria vários países ao reino espanhol.
Como era costume na Europa da época, Isabel e Fernando negociaram os casamentos de todos os seus filhos de modo a assegurar objetivos diplomáticos e estratégicos. Conscientes das aptidões de Joana e do seu possível desempenho em outra corte, bem como da necessidade de reforçar os laços com o Sacro Imperador Romano-Germânico, Maximiliano I, contra os cada vez mais hegemônicos monarcas franceses da dinastia Valois, ofereceram Joana ao seu filho, Filipe, arquiduque da Áustria, duque da Borgonha, Brabante, Limburgo e Luxemburgo, conde da Flandres, Habsburgo, Hainaut, Holanda, Zelândia, Tirol e Artésia, e senhor de Amberes e Malinas entre outras cidades.

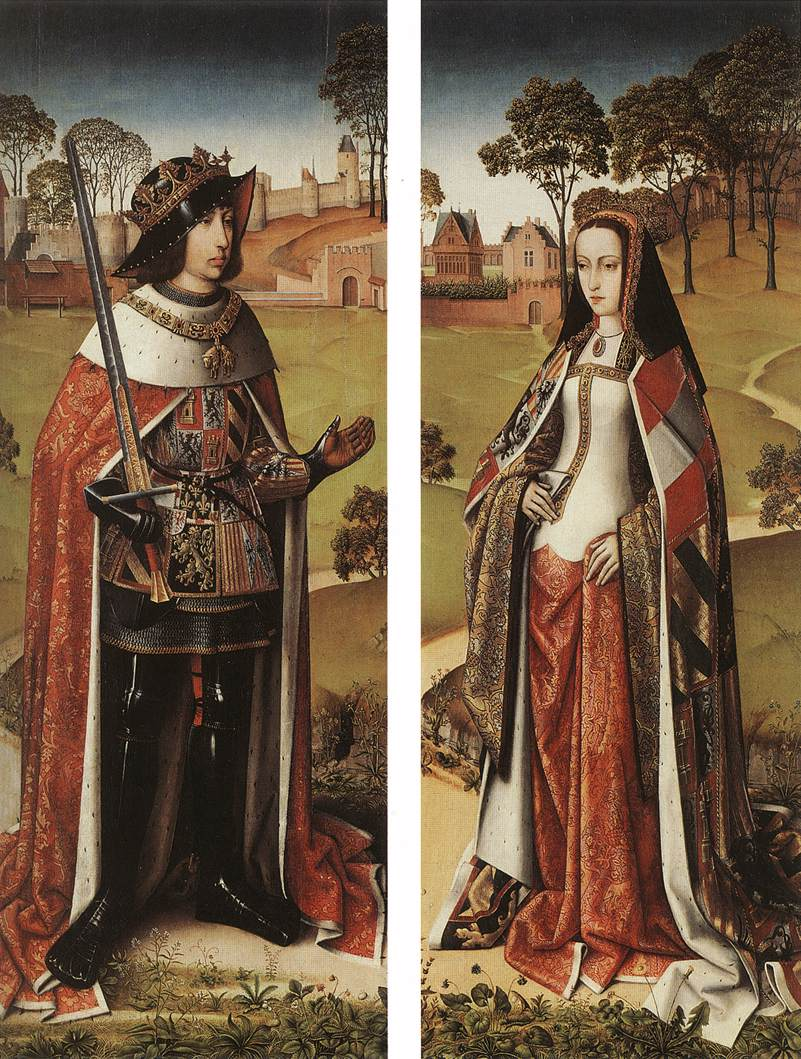
Joana a Louca e Filipe o Belo

A casa dos Habsburgos austríacos sempre fora inimiga natural da França. Portanto, ao unir os reinos, Fernando e Isabel estariam isolando aquele país politicamente.
Em troca deste casamento, os Reis Católicos pediram a mão da filha de Maximiliano, Margarida de Habsburgo, para o príncipe João. Curiosamente, Joana tinha sido considerada pelo Delfim Carlos, herdeiro do trono francês; tal proposta foi imediatamente recusada em consequência do desprezo que os espanhóis nutriam pelos franceses, e em 1489 ela foi pedida em matrimônio por Jaime IV, rei da Escócia, mas o pedido também foi recusado.
Em agosto de 1496, a futura arquiduquesa partiu da praia de Laredo, na Cantábria, em uma das carracas genovesas ao comando do capitão Juan Pérez. Para demonstrar o esplendor da coroa castelhana às terras do norte, e o seu poderio ao hostil rei francês, a frota também incluía outros 131 navios, de naus a caravelas, com uma tripulação de 15 000 homens.
Joana despediu-se de sua mãe e irmãos e iniciou a viagem para a longínqua e desconhecida terra flamenga, lar do futuro esposo. A travessia teve alguns contratempos que, em primeiro lugar, obrigaram a frota a refugiar-se em Portland, Inglaterra, a 31 de agosto. Quando finalmente a frota pôde chegar a Middelburg, Zelândia, uma carraca genovesa que transportava 700 homens, o guarda-roupa de Joana e muitos dos seus haveres pessoais, encalhou num banco de pedras e areia e afundou-se.
Filipe encontrava-se na Alemanha e não foi receber a sua noiva, devido à oposição dos conselheiros francófilos, que tencionavam convencer Maximiliano da inconveniência de uma aliança com a Coroa de Castela, e das virtudes de uma aliança com a França. O ambiente da corte no qual Joana se encontrou era radicalmente oposto ao que viveu na Coroa de Castela. Por um lado, a sóbria, religiosa e familiar corte castelhana contrastava com a festiva, desinibida e individualista corte flamengo-brabantina. Em Bruxelas se valorizava o luxo, requinte nas vestes, boa comida, música e dança. Era o verdadeiro cenário de um ambiente da renascença.
Apesar dos futuros cônjuges não se conhecerem, houve inicialmente um bom entendimento entre eles. Felipe era conhecido por ser um rapaz muito bonito, e Joana também chamava atenção por sua beleza. Pode-se dizer que houve uma paixão um tanto inflamadora, tanto que os cônjuges quiseram casar-se o mais rápido possível para consumar logo a união.
A cerimónia foi realizada em Lier, Ducado de Brabante, no dia 21 de outubro de 1496. Entretanto  o arquiduque Felipe era um homem sedutor, cujos instintos carnais eram bastantemente aflorados. O casamento não impediu Filipe de ter aventuras amorosas com outras damas, o que fez nascer em Joana ciúmes patológicos. Falava-se de violentos confrontos do casal, e reza uma lenda que Joana chegara mesmo a agredir uma dama com uma tesoura, cortando seus cabelos, suspeitando ser está uma das amantes do marido.
Em 24 de novembro de 1498, na cidade de Lovaina, nascia a primogênita Leonor, assim baptizada em honra de Leonor de Portugal, avó paterna de Filipe, que teria enlouquecido de desgosto pela morte do marido. Joana vigiava constantemente o seu esposo. Apesar do avançado estado de gestação da sua segunda gravidez, da qual nasceria |Carlos a 24 de fevereiro de 1500, assistiu a uma festa no palácio de Gante. No mesmo dia nasceu o seu filho, segundo se diz, nos lavabos do palácio, pois Joana estava na festa a fim de vigiar Filipe. No ano seguinte, em 18 de julho de 1501, em Bruxelas, nascia a sua terceira filha, chamada Isabel em honra de Isabel de Portugal, rainha de Castela, sua avó materna. Joana viria ainda ter mais três filhos, Maria de Habsburgo, Fernando I de Habsburgo e Catarina de Áustria, estes dois últimos nascidos na Espanha.

## Rainha da Coroa de Castela

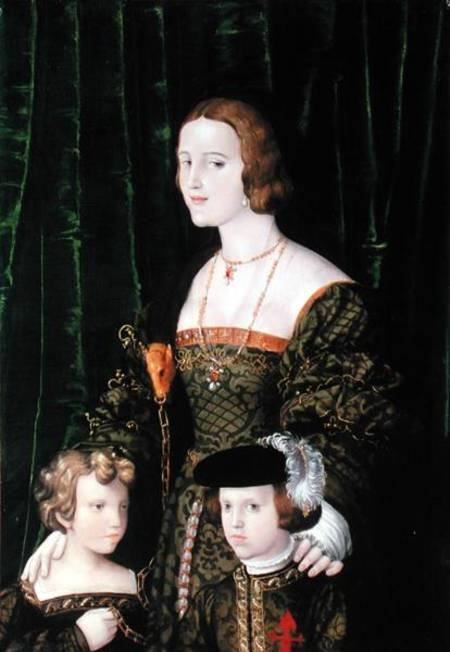
Joana com dois de seus filhos (um deles Carlos I de Espanha)

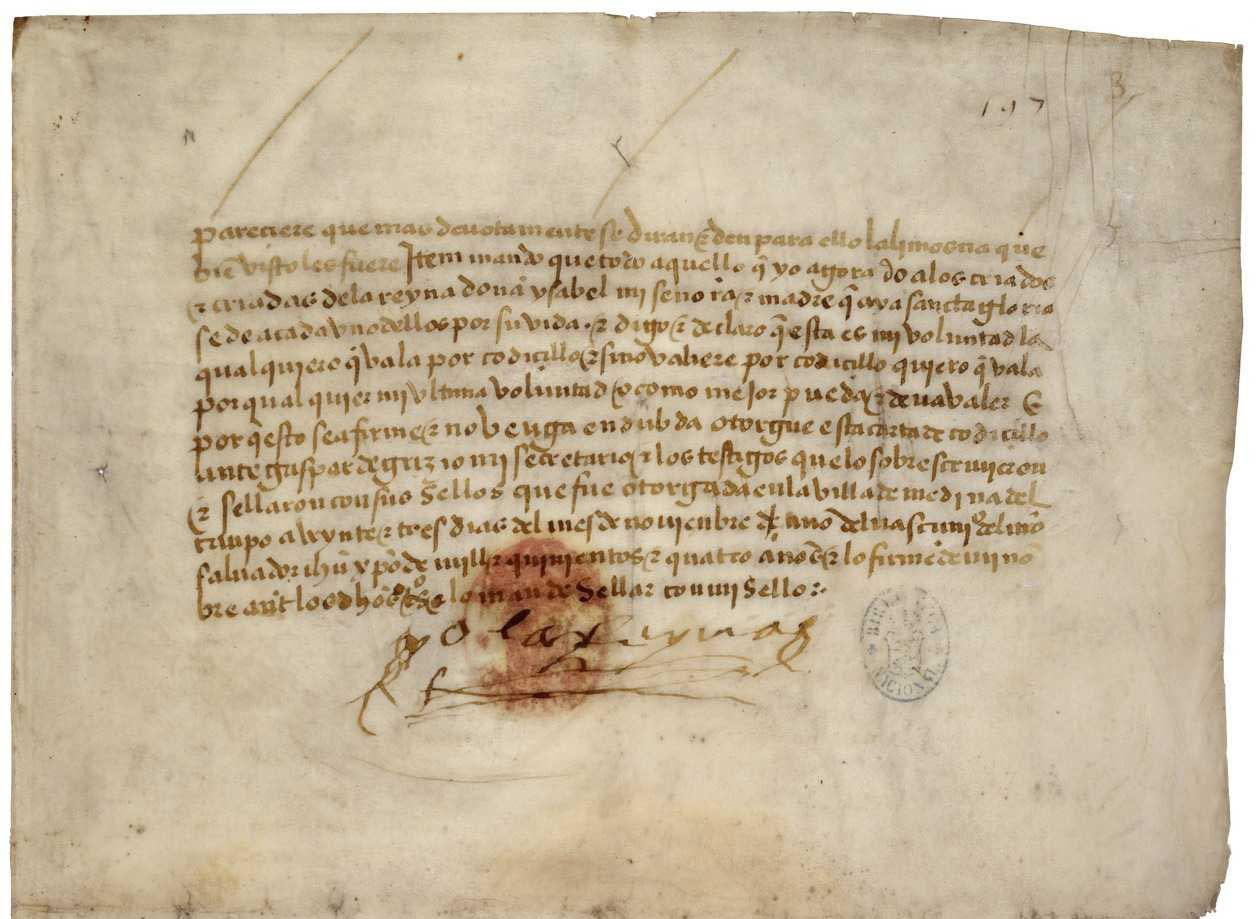
Testamento assinado de

Joana foi elevada ao trono por mortes na família:
- em 1497 morreu seu irmão João, príncipe das Astúrias;
- A esposa deste, Margarida de Áustria, concebeu uma filha morta.
- em 1498 morreu sua irmã Isabel de Aragão e Castela, Rainha de Portugal, casada com o rei Manuel I de Portugal;
- em 1500 morreu o filho desta, o príncipe Miguel da Paz, Príncipe de Portugal e das Astúrias.

Assim, Joana e Filipe foram jurados herdeiros em 1502. Em dezembro de 1502, Filipe voltou para as terras da Flandres, o que parece ter deixado Joana muito irritada. Já demonstrando debilidade mental, foi inicialmente detida pela mãe na Coroa de Castela. Mas em março de 1504, Joana saiu de Medina del Campo para a Flandres. Havia violentos choques entre a política flamenco-borgonhesa do marido Habsburgo com a política do seu pai, Fernando II de Aragão. Pelo Primeiro Tratado de Blois, em 22 de setembro de 1504, sem autorização do sogro, Filipe dispôs com Luís XII de França o casamento de Carlos de Gante, seu filho de 4 anos de idade, com a filha mais velha do rei francês, a princesa Cláudia, comprometendo os direitos e a conquista de Nápoles.
A sua mãe Isabel morreu em 25 de novembro de 1504. Joana foi proclamada rainha de Castela em 26 de novembro e reconhecida pelas Cortes de Toro em 11 de janeiro de 1505. O testamento encarregava Fernando II de Aragão da administração e governo da sua Coroa de Castela; a rainha proibia a concessão de cargos castelhanos a estrangeiros e determinava ainda que, caso Joana manifestasse sintomas de desequilíbrio, a coroa devia ser regida por seu pai.
Até hoje, não está totalmente claro em que ponto a suposta loucura de Joana de Castela chegou, fazendo com que a mesma fosse declarada inapta para governar. Os relatos dos historiadores são extremamente confusos nesse aspecto: enquanto uns dizem que era uma mulher nervosa e ciumenta, outros afirmam que sofria da mesma enfermidade mental que acometera sua avó, Isabel de Portugal. Todavia, é possível que Joana se encontrasse no meio termo entre um extremo e outro. Não fora uma esposa submetida, nem tampouco pacificadora do lar. Contudo, sentia um sentimento avassalador por seu esposo Filipe, a ponto de punir as amantes deste e comparecer a festas com o único propósito de vigiá-lo. Conta-se que foi em um baile da corte borgonhesa, onde Joana, já em estado avançado de sua segunda gravidez, sentiu as dores do parto dentro de um banheiro e lá mesmo deu à luz o futuro Imperador Carlos V. Tendo a mãe como exemplo feminino, a herdeira das coroas de Castela e Aragão não queria parecer menos que a grande Isabel, embora não tivesse a compostura desta última.

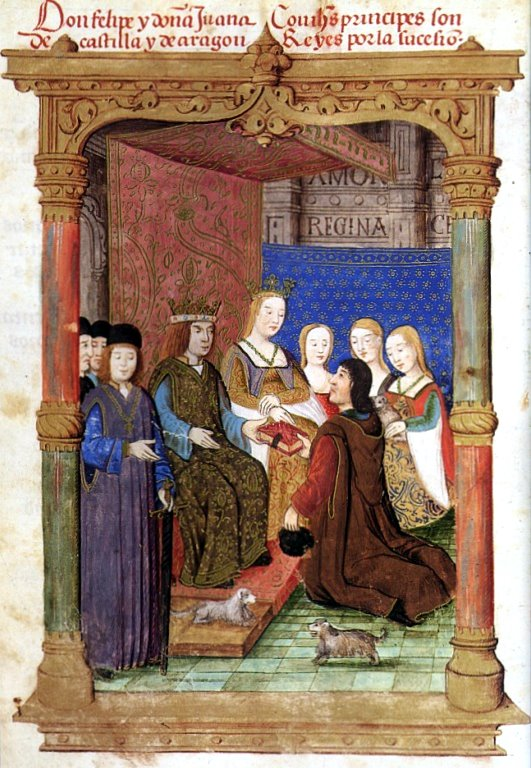
Joana e o marido com pessoas da corte

Na concórdia de Salamanca, em 1505, acordou-se o governo conjunto de Filipe, Fernando de Aragão e da própria Joana, mas devido a acusações de alienação mental desta, Filipe e Fernando continuaram a lutar pelo poder, contando o primeiro com apoio da maior parte da nobreza. Com o casamento, Filipe recebera títulos nobiliárquicos - duque da Borgonha, Brabante, Limburgo e Luxemburgo, conde da Flandres, Habsburgo, Hainaut, Holanda, Zelândia, Tirol e Artésia, e senhor de Amberes e Malinas entre outras cidades.
Criaram-se dois partidos: o partido que apoiava Filipe, dirigido por Pedro Manrique de Lara, Duque de Najera, Alonso de Pimentel, Conde de Benavente, pelos marqueses de Villena, Zenete e Priego, pelos Duques de Medina Sidonia e Bejar, e pelo conde de Ureña. Joana retirou-se temporariamente para a corte de Bruxelas, onde a 15 de setembro deu à luz o seu quinto filho, Maria. A 12 de outubro, Fernando II de Aragão firmou o Segundo Tratado de Blois, em que combinou o seu casamento com Germana de Foix, sobrinha de Luís XII, para contrabalançar o ganho político de Filipe com o Primeiro Tratado de Blois.
Pelo Tratado de Windsor, em 9 de fevereiro de 1506, assinado com Henrique VII de Inglaterra, ficou determinado que Carlos de Gante se casaria com Maria Tudor, e o seu filho Henrique com Margarida da Áustria, irmã de Filipe I.
Houve algumas tentativas de conciliação mas Fernando acabou por renunciar ao poder da Coroa de Castela para evitar um confronto armado. A 27 de junho, reconhecendo a alienação mental da filha, assinou o Tratado de Villafáfila, renunciando aos seus direitos e retirando-se para Aragão. As Cortes de 9 de julho proclamaram Joana como rainha de Castela, Filipe como rei consorte e o filho Carlos como herdeiro.
Filipe isolou Joana e governou, reorganizando cargos e ofícios, concedendo privilégios e mercês aos nobres castelhanos e flamengos. D. Juan Manuel, senhor de Belmonte e presidente do Real Conselho, Filiberto de Veyre (apelidado La Mouche), João de Luxemburgo, senhor de Ville, e Garcilaso de la Vega, comendador de Leão foram figuras centrais do breve período de regência do Habsburgo.
Filipe deteria a coroa até 25 de setembro do mesmo ano, quando após um jogo, ainda suado, bebeu bastante água fria e caiu doente em febre, falecendo poucos dias depois. A peste açoitava o país. Suspeitou-se de envenenamento. Fernando II de Aragão e o cardeal de Cisneros recuperaram o poder.

## Viúva

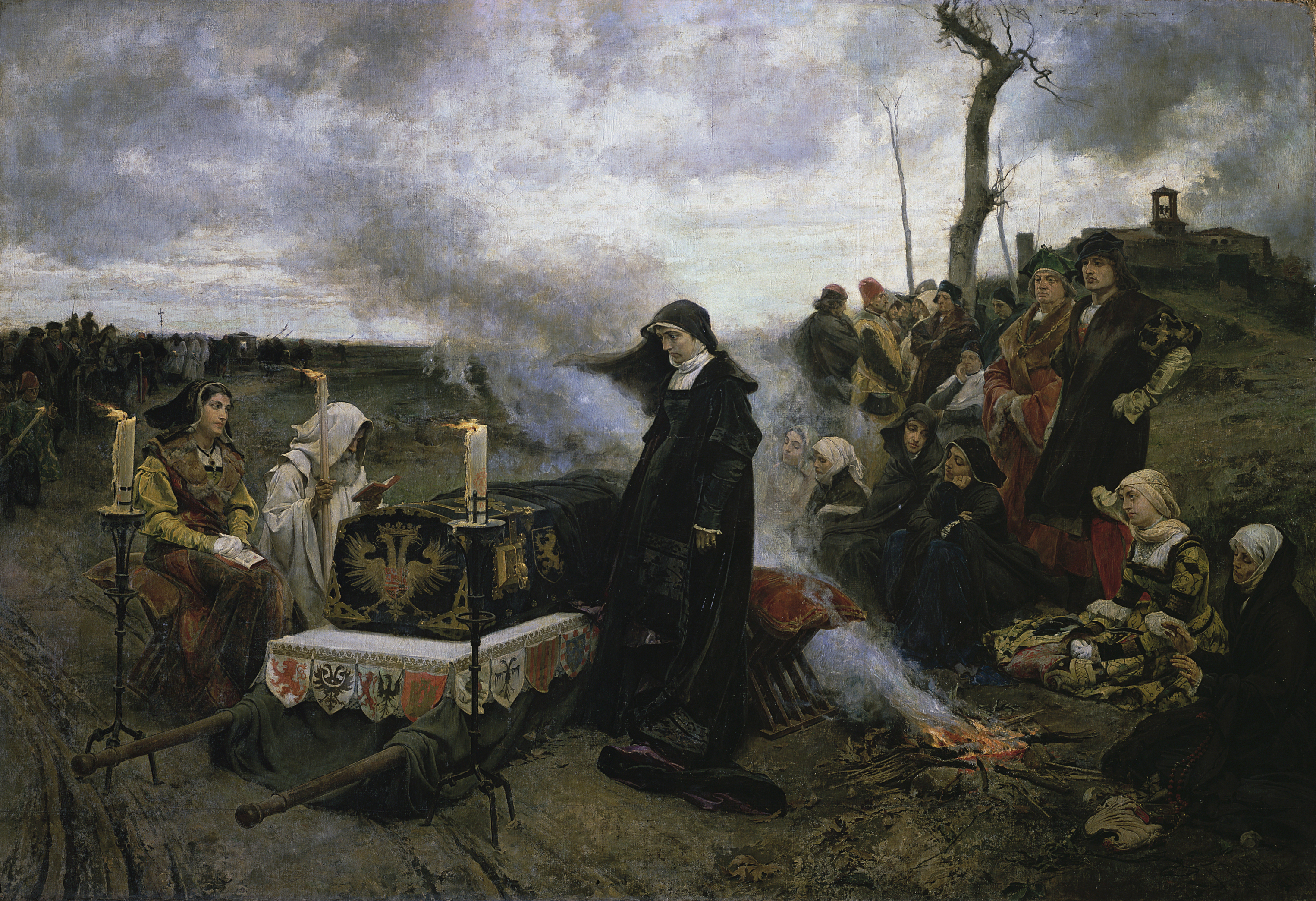
Doña Juana la Loca (1877), de Francisco Pradilla y Ortiz. Museu do Prado (Madrid)

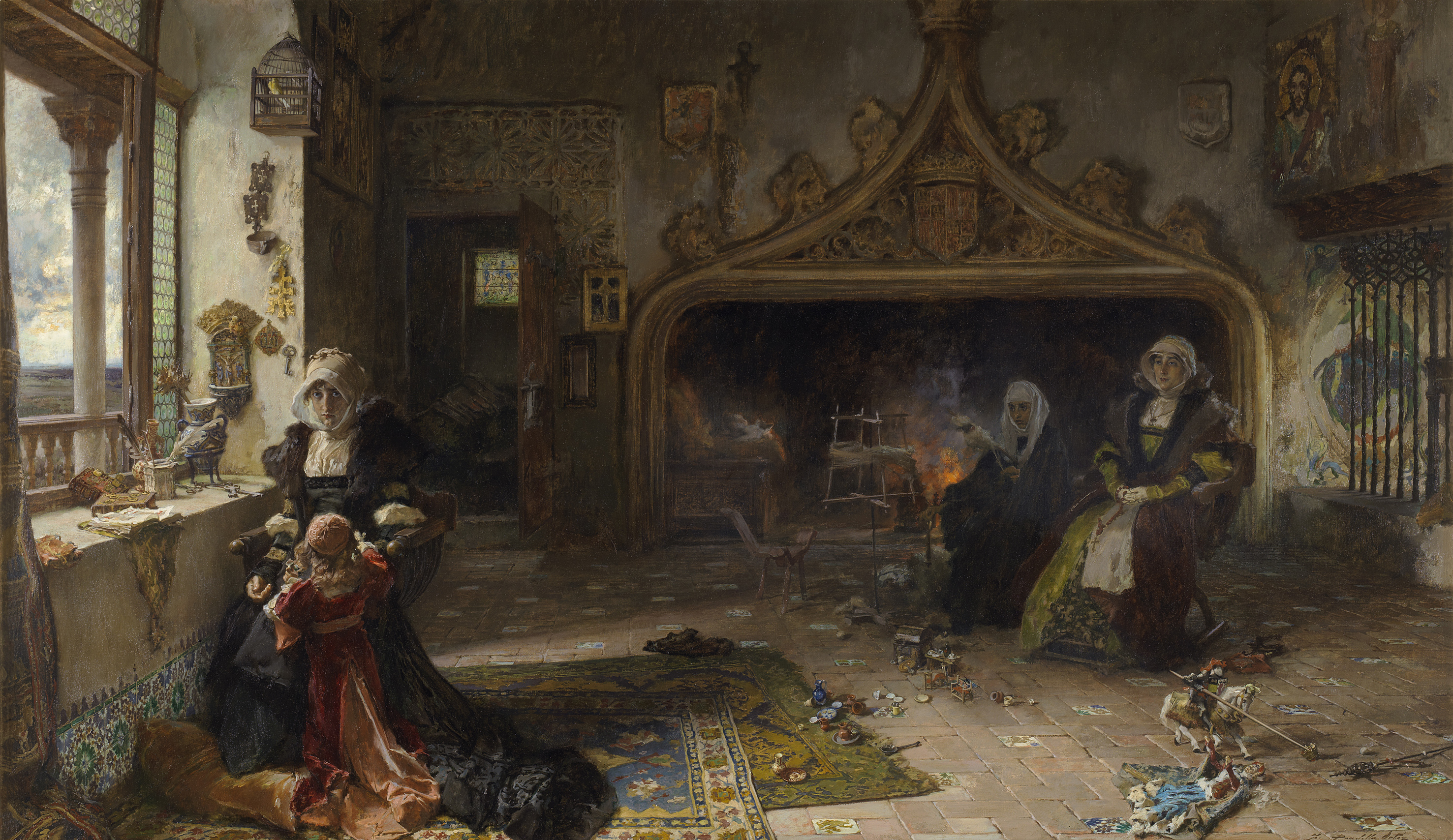
A Rainha Dona Joana, a Louca, aprisionada em Tordesilhas com sua filha, a Infanta Catarina

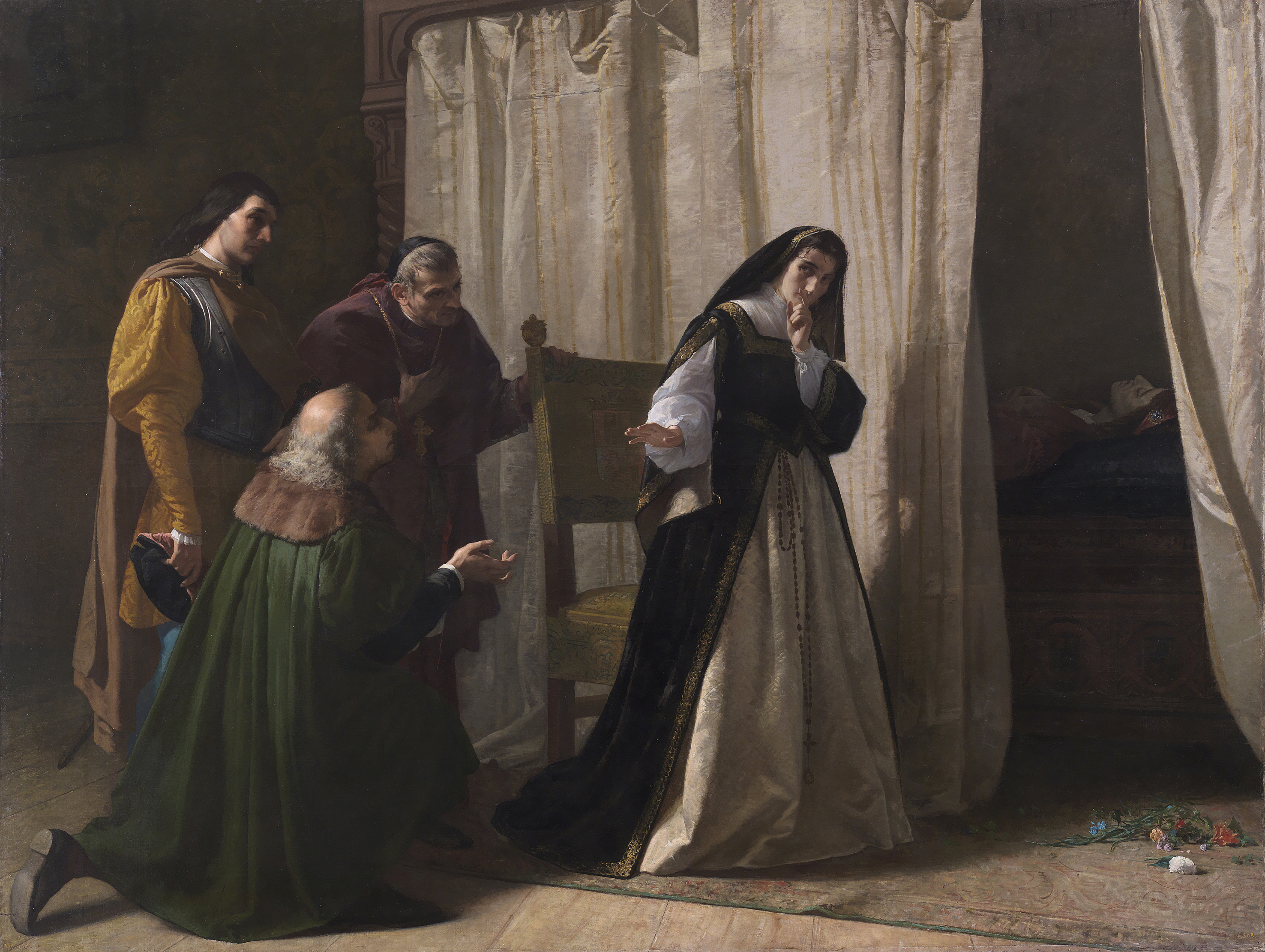
Demência de Dona Joana de Castela (1867), de Lorenzo Vallés

Joana recusou viver em Arévalo, onde estivera encerrada a sua avó materna, Isabel de Portugal. Em 1 de novembro de 1506, dia de finados, a Rainha Joana deu ordens para abrir o caixão do marido, sepultado no esplêndido Panteão Real da Cartuja de Miraflores, em Burgos, onde morrera. Segundo os últimos desejos de Filipe, levou o seu corpo para Granada (excepto o seu coração que pediu que enviassem a Bruxelas, o que se realizou).
Conta-se que fez embalsamar o corpo, vestiu o cadáver com grande pompa e o levou consigo, encabeçando o cortejo fúnebre, viajando sempre à noite, afastada dos locais onde mulheres pudessem ter contacto com ele. Durante oito frios meses por terras castelhanas, a rainha Joana não se separara por um momento do caixão, acompanhada por um grande número de pessoas, entre as quais religiosos, nobres, damas de companhia, soldados e diversos criados. Nas povoações por que passavam, aumentavam os rumores da sua loucura. Ao fim de alguns meses, os nobres "obrigados" pela sua posição a seguir a rainha, sentiam-se a perder tempo com esta "loucura" em ver de se ocuparem como deveriam das suas terras.
Na cidade de Torquemada, a 14 de janeiro de 1507, dá à luz o sexto filho, póstumo, do seu marido, uma menina baptizada com o nome de Catarina. A demência da rainha agravava-se. Não queria trocar de roupa nem lavar-se.
Por fim, Fernando II de Aragão, segundo a última vontade de Isabel I de Castela, decidiu encerrá-la, com a pequena Catarina, em Tordesilhas, em fevereiro de 1509. Com a morte de Fernando II, Carlos I de Espanha tomou o poder. Catarina saiu da companhia da mãe para se casar com João III de Portugal, mas Joana viveu lá durante 46 anos, sem sair do seu palácio.
A literatura romântica fez dela a figura enlouquecida por ciúmes, mas herdara da avó a esquizofrenia que recairia em D. Carlos, seu neto.
Inicialmente sepultada na igreja mudéjar de Santa Clara, seu corpo foi trasladado em 1574 para a Capela Real de Granada, junto ao do marido. O castelo de Tordesilhas, onde morreu, foi demolido em 1771.

## Descendência

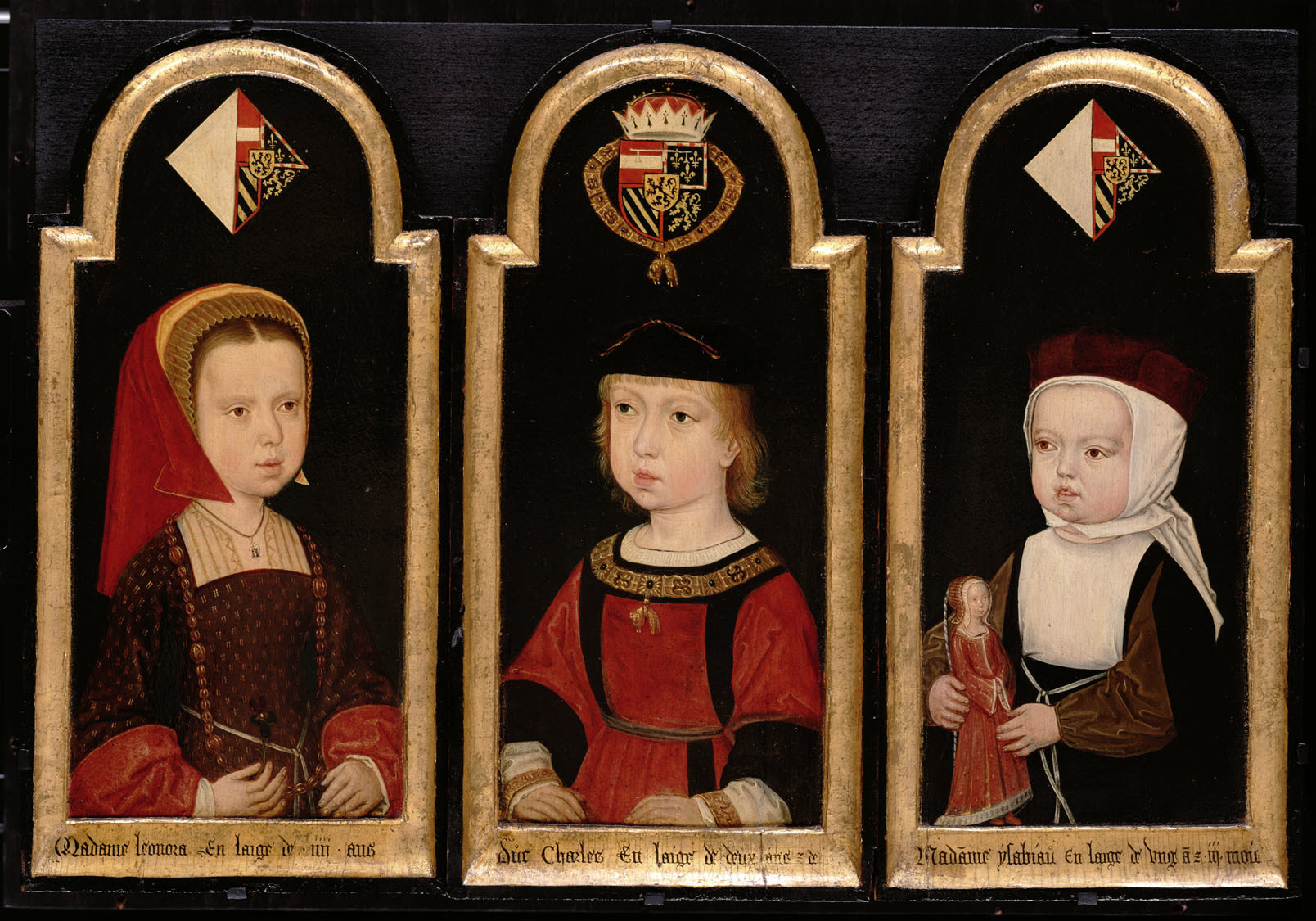
Os primeiros três filhos de Joana e Filipe: Leonor, Carlos e Isabel

- Leonor da Áustria (Brabante Flamengo, 24 de novembro de 1498 - Talavera la Real, 18 de fevereiro de 1558), foi a terceira esposa de D.Manuel I de Portugal o Venturoso. Enviuvou em 1521, casando com Francisco I da França
- Carlos I de Espanha & V do Sacro Império Romano-Germânico.(23 de fevereiro de 1500 - 1558)
- Isabel da Áustria, Rainha da Dinamarca (Bruxelas, 1501 - Gante, 1525), casada em 1514 com Cristiano II da Dinamarca.
- Fernando I do Sacro Império Romano-Germânico ou Áustria, (1503 - 1564), imperador do Sacro Império Romano-Germânico, rei da Boémia e da Hungria. Foi casado com Ana da Boêmia e Hungria
- Maria de Habsburgo ou da Hungria, (1505-1558), regente dos Países Baixos, casada em 1522 com Luís II da Hungria. Depois da morte de sua tia, Margarida de Áustria, em 1530, foi nomeada governadora geral das terras borgonhesas, os futuros Países Baixos.
- Catarina de Áustria, Rainha de Portugal (Torquemada, 14 de janeiro de 1507  - Lisboa, 12 de fevereiro de 1578). Casou em 1525 com o rei João III de Portugal.